# Phyllanthus perpusillus
Phyllanthus perpusillus är en emblikaväxtart som beskrevs av Henri Ernest Baillon. Phyllanthus perpusillus ingår i släktet Phyllanthus och familjen emblikaväxter. Inga underarter finns listade i Catalogue of Life.